# برايس هنتر
برايس هنتر (بالإنجليزية: Brice Hunter)‏ هو لاعب كرة قدم أمريكية أمريكي، ولد في 21 أبريل 1974 في كوكونت كريك في الولايات المتحدة، وتوفي في 19 أبريل 2004 في شيكاغو في الولايات المتحدة.

## وصلات خارجية
- برايس هنتر على موقع مرجع كرة القدم المحترفة.كوم (الإنجليزية)